# Siège de Furiani
Batailles
Guerres d'indépendance corse
- Vescovato (1564)
- Calenzana (1732)
- Furiani (1763)
- Traité de Versailles (1768)
- Borgo (1768)
- Ponte-Novo (1769)
- Farinole (1793)
- Saint-Florent (1794)
- Bastia (1794)
- Calvi (1794)
- Traité de Bastia (1814)

Le siège de Furiani également appelé bataille de Furiani, eut lieu du 5 juin au 19 juillet 1763 entre les troupes corses de Pascal Paoli et les armées de la république de Gênes. Le sixième, à la fois le plus long et le plus meurtrier des sièges que le village a subi durant la « guerre de Quarante ans » (1729-1769), il a constitué le chant du cygne historique du village. 

## Préambule
Afin de desserrer l'étreinte sur Bastia et pouvoir pénétrer à l'intérieur de l'île, les Génois décidèrent de mettre le siège devant Furiani.

## Le siège
Malgré leur supériorité numérique, les Génois ne purent jamais investir totalement la place forte. Les assaillants se heurtèrent immédiatement à une défense bien organisée et volontaire. Les rebelles corses disposaient en outre d'un contingent commandé par Clemente Paoli (co) situé à Biguglia et d'un autre, sous le commandement de Giuseppe Barbaggi, situé au nord.
Après avoir mis le siège et bombardé, sans succès, la place forte de Furiani, les Génois décidèrent, le 18 juillet, de donner l'assaut aux retranchements des rebelles corses pour en finir une fois pour toutes. Une forte colonne des assaillants se mit alors en route avant le jour, à partir de Bastia et marcha sur Furiani.
Étant totalement découverte, les rebelles s'aperçurent rapidement de la marche de la colonne génoise et firent jouer leur artillerie et leur mousqueterie.
Les troupes génoises, quoique fort incommodées par le feu de l'ennemi, s'avancèrent néanmoins avec courage jusque sous les retranchements, où le feu des rebelles devint alors sans effet.
Les défenseurs firent alors rouler une très grande quantité de pierres qu'ils avaient préparées, répendant la confusion chez les assaillants, en en mettant un grand nombre hors de combat. Malgré le feu de mousqueterie des rebelles et une grêle continuelle de pierres, les Génois lancèrent, durant plus de trois heures, plusieurs assauts qui furent tous repoussés par les défenseurs qui contre-attaquèrent sous le commandement d'Achille Murati repoussant les assaillants sur leurs positions de départ.
Vers le soir, les rebelles proposèrent un cessez-le-feu, accepté par le général Matra, afin de relever les blessés et donner une sépulture aux morts.

## Bilan
Les Génois eurent 5 officiers et 61 soldats tués et 19 officiers et 92 soldats blessés.
La victoire des rebelles corses fut complète et, le 23 juillet, les Génois levèrent le siège et regagnèrent Bastia avec l'ensemble de leur troupe et de leur artillerie.